# Invertase
L'invertase est une glycoside-hydrolase qui catalyse l'hydrolyse du saccharose alimentaire (sucre) en fructose et en glucose. Ce mélange de fructose et glucose est appelé sucre inverti, d'où le nom de l'enzyme. Elle est présente dans la muqueuse de l'intestin grêle et elle permet l'hydrolyse du saccharose alimentaire (sucre). Les invertases clivent la liaison O–C(fructose) tandis que les saccharases clivent la liaison O–C(glucose).
Chez les abeilles, l'invertase est utilisée pour convertir le nectar en miel. 
Dans l'industrie alimentaire, à l'instar des abeilles, l'invertase est utilisée pour produire le sucre inverti en scindant le saccharose en une molécule de fructose et une de glucose et ainsi améliorer la durée de vie des produits. 
Sous sa forme industrielle, l'invertase est extraite des levures : en effet elle se trouve dans leur paroi interne voire dans leur vacuole.
Cette protéine est naturellement sécrétée par certaines levures capables de se nourrir directement de saccharose.
L'invertase fut décrite par Marcellin Berthelot en 1860.